# Đình Tổ
Đình Tổ là một xã thuộc thị xã Thuận Thành, tỉnh Bắc Ninh, Việt Nam.

## Địa lý
Xã Đình Tổ nằm ven sông Đuống về phía tây bắc thị xã Thuận Thành, có vị trí địa lý:
- Phía đông giáp phường Gia Đông và xã Đại Đồng Thành
- Phía tây giáp thành phố Hà Nội
- Phía nam giáp phường Thanh Khương và phường Trí Quả
- Phía bắc giáp huyện Tiên Du.

Xã Đình Tổ có diện tích 9,64 km², dân số năm 1999 là 10.152 người, mật độ dân số đạt 1.053 người/km².

## Hành chính
Xã Đình Tổ có 4 thôn là Bút Tháp, Phú Mĩ, Đình Tổ và Đại Trạch.

## Văn hóa
Xã Đình Tổ có Chùa Bút Tháp nổi tiếng về tượng phật Quan Âm nghìn tay nghìn mắt, tháp Báo Nghiêm. Khi xưa vùng đất này là trung tâm của căn cứ Siêu Loại thời 12 sứ quân và là quê hương của sứ quân Lý Khuê. Ngày nay chùa Đại Trạch do Lý Khuê cho xây dựng vẫn còn in dấu tích.